# Frey

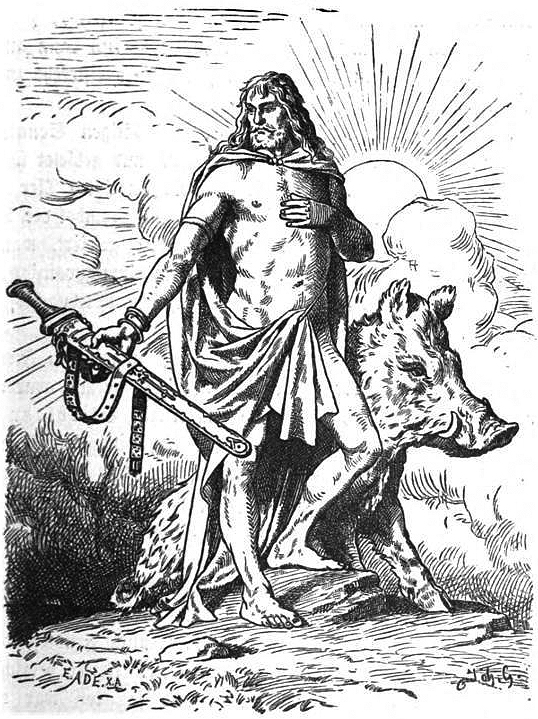
Frey a vadkanjával és kardjával

Frey, (Frej, Freyr, jelentése "úr") a skandináv mitológia alakja, a Vánok egyike, Njörd fia, aki eső és napfény fölött uralkodik. Testvére Freyja. Eredetileg valószínűleg a világosság egyik istene, s mint ilyen Skandináviában mindinkább kiszorította a három főisten egyikét: Fyrt. Az Ván-háború után Frey az Ázok között él mint a béke záloga.

## Kellékei
Csodálatos dolgoknak van birtokában, mint a Blodighove paripának, Gyllenborste aranysörtéjű vadkannak (a nap jelképe), összehajható hajónak  Skidbladnir (Suhanó). Két név szerint is ismert szolgája van, Byggve és Bejla.

## Az Eddában
A Szkírnir-ének elmondja, hogyan kéri meg szolgája, Skirnir, a legszebb hajadont, Gerdt, Freynek.
Van velem tizenegy halvány

arany-húsú alma,

néked gondoltam mindet, Gerd,

vonzalmam venném velük,

hadd lenne néked Frey

e földön a legkedvesebb lény.
Kapsz karpántot,

ott égett Ódin

ifjú fiával;

nyolcat fiadzik

nyugtalan köre, hasonmást,

minden kilencedik éjjel.
Miután Gerd az ajándékokat visszautasítja, Szkirnir halállal fenyegeti, mire a lány beadja derekát.
Látod-e, lány, e kardot?

Keskeny és éles,

ékes, de kezes.

Fejedet fürgén

lecsapja, meglásd,

ha meg nem egyezünk.

## Fordítás
- Ez a szócikk részben vagy egészben  a   Frej című svéd Wikipédia-szócikk fordításán alapul.  Az eredeti cikk szerkesztőit annak laptörténete sorolja fel. Ez a jelzés csupán a megfogalmazás eredetét és a szerzői jogokat jelzi, nem szolgál a cikkben szereplő információk forrásmegjelöléseként.
- Ez a szócikk részben vagy egészben  a   Freyr című angol Wikipédia-szócikk fordításán alapul.  Az eredeti cikk szerkesztőit annak laptörténete sorolja fel. Ez a jelzés csupán a megfogalmazás eredetét és a szerzői jogokat jelzi, nem szolgál a cikkben szereplő információk forrásmegjelöléseként.